# Ликарио
Ликарио (Ликарий; греч. Λικάρης ή Λικάριος, итал. Licario), также Икарий (Ἰκάριος, XIII век) — итальянский рыцарь и высокопоставленный человек в Византии.

## Биография
Ликарио родился в середине XIII века в Каристе на острове Эвбея в семье итальянского рыцаря из города Виченца и гречанки. Он был скромного происхождения, но способный и честолюбивый. Служа рыцарем под началом латинского триарха Гульельмо II да Верона, ему удалось завоевать сердце его сестры и вдовы триарха южной Эвбеи Нарзотто далле Карчери. Предложение было встречено с неодобрением семьёй Фелисы. Они тайно поженились, но брак был расторгнут её родственниками. Спасаясь от их гнева, Ликарио нашел убежище в крепости Анемопилы недалеко от Кафирефса. Он отремонтировал сильную крепость, собрал небольшую группу последователей и начал совершать набеги на окрестные поместья.

### На службе Византии
В это время восстановленная из Никейской империи Византия под предводительством Михаила VIII Палеолога стремилась вернуть себе Эвбею, которая была крупным латинским островным владением в Эгейском море и главной военно-морской базой не только венецианского флота, но и направленных против неё латинских пиратов. Наряду с Ахейским княжеством остров был главным препятствием на пути восстановления власти империи над Грецией. Уже в 1269/70 году, в отместку за набеги на побережье Малой Азии, византийский флот под командованием Алексея Дуки Филантропена напал на Эвбею и захватил многих латинских дворян недалеко от города Ореи.
Столкнувшись с упорным отказом баронов острова вести с ним дела, желая мести и стремясь к славе и богатству, Ликарио предложил свои услуги византийскому командиру. Филантропен отвел его к императору, который стремился при любой возможности пользоваться услугами талантливых жителей Запада и уже нанял на свою службу нескольких латинских корсаров. Ликарио стал вассалом Палеолога в соответствии с западными феодальными правилами и, в свою очередь, получил подкрепление имперскими солдатами. Под руководством Ликарио византийцы теперь могли предпринять серьёзную попытку завоевать остров, в то время как их силу подкрепил переход на их сторону местного греческого населения.
В 1272/73 году византийские войска, теперь находящиеся под командованием Ликарио, начали кампанию, в ходе которой были взяты крепости Лармена, Ла Куппа, Клисура и Мандучо. Затем лангобардские триархи обратились к своему сюзерену князю Гильому II Ахейскому и к маршалу королевства Сицилии Дре де Бомону. Гильом смог отбить Ла Куппа, но де Бомон потерпел в решающем сражении поражение и впоследствии был отозван Карлом Анжуйским. Между этим временем и 1275 годом, по словам венецианского летописца Марино Санудо-Старшего, Ликарио служил в византийской армии в Малой Азии, где одержал победу над турками.

### Завоевание Эвбеи и Эгейских островов
В 1276 г., после крупной победы над сеньорами Негропонта и венецианцами в битве при Деметриаде, византийцы возобновили наступление на Эвбею. Ликарио напал на столицу южной триархии Каристос, который захватил после долгой осады в том же году. За этот успех он был вознагражден Михаилом VIII целым островом в качестве вотчины и знатной женой-гречанкой с богатым приданым в обмен на предоставление 200 рыцарей. К 1278 году независимость сохранила лишь столица острова Негропонте.
За свои успехи Ликарио был награждён аналогичным маршальскому титулу званием великого кондоставла, а после смерти Филантропена ок. 1276 г. был назначен великим дукой (став первым иностранцем, удостоенным такой чести). Он командовал византийским флотом в серии экспедиций против удерживаемых латинянами островов Эгейского моря. Первым пал Скопелос, чья крепость считалась неприступной, и которая была захвачена жарким и засушливым летом 1277 года из-за нехватки воды. Его владыка Филиппо Гизи был схвачен и отправлен в Константинополь; другие его владения (острова Скирос, Скиатос и Аморгос), также были захвачены вскоре после этого. Ликарио далее захватил островов Китира и Антикитира у южного побережья Мореи, а затем Кея, Астипалея и Санторин на Кикладах. Большой остров Лемнос также был захвачен, хотя его сеньор Паоло Навигахозо выдержал трехлетнюю осаду, прежде чем сдаться.
Наконец, в конце 1279 или начале 1280 года он вернулся на Эвбею, высадился в северном городе Ореи и двинулся в сторону Негропонте на юг. В его войско входили испанские и каталонские наемники (этот поход стал первым задокументированным присутствием последних в Греции) и бежавшие в Грецию сторонники Манфреда Сицилийского. У деревни Ватондас к северо-востоку от Негропонте состоялась битва с армией Гульельмо II да Верона и герцога Афинского Жана I, победа в которой досталась византийцам. Герцог был сбит с лошади и взят в плен, Гульельмо был либо убит (по словам Санудо), либо взят в плен и отправлен в Константинополь, где, по словам Никифора Григоры, упал замертво, не выдержав вида триумфально шествующего среди имперского двора Ликарио.
Но он был быстро укреплен сеньором Аргоса и Нафплиона Жаном I де ла Рошем, который вместе с венецианским байло Негропонте Никколо Морозини Россо возглавил оборону. Столкнувшись с решительным сопротивлением и, возможно, опасаясь вмешательства правителя Фессалии Иоанна I Дуки, Ликарио был вынужден снять осаду. Затем он начал захватывать оставшиеся латинские крепости на управляемом им из крепости Филлиа острове, из которых независимость в итоге сохранил лишь Негропонте. Флот Ликарио захватил острова Сифнос и Серифос, также совершая набеги на Морею.
Сам Ликарио отплыл в Константинополь, представив императору Михаилу VIII своих пленников. После 1280 года он не упоминается в хрониках, и дальнейшая его судьба неизвестна. Скорее всего, он жил в Константинополе и там умер.